# 砷化镝
砷化镝是一种无机化合物，化学式为DyAs。它可由砷化钠和三氯化镝在高温下反应制得。它可以形成立方晶系Fm3m空间群的晶体，加压至44 GPa时，它会发生相变，转化为P4/mmm空间群的晶体。

## 拓展阅读
- Romain Vauchy, Shun Hirooka, Tatsutoshi Murakami. Ionic radii in halites. Materialia, 2023. 32. 101943. doi:10.1016/j.mtla.2023.101943.